# Джиграшени (Ниноцминдский муниципалитет)
Джиграшени (груз. ჯიგრაშენი, арм. Ջգրաշեն) — село в Грузии, на территории Ниноцминдского муниципалитета края (мхаре) Самцхе-Джавахети.

## География
Село находится в южной части Грузии, в пределах Ахалкалакского плоскогорья, на левом берегу реки Паравани, на расстоянии приблизительно 5 километров (по прямой) к северо-западу от города Ниноцминда, административного центра муниципалитета. Абсолютная высота — 1825 метров над уровнем моря.

## Население
По результатам официальной переписи населения 2014 года, в Джиграшени проживало 784 человека (371 мужчина и 413 женщин). В национальной структуре населения армяне составляли 98,9 %, грузины — 0,8 %, русские — 0,2 %.
| Год  | Население, человек |
| ---- | ------------------ |
| 2002 | 1292               |
| 2014 | ↘ 784              |